# Куценко Сергій Іванович
Сергі́й Іва́нович Куце́нко — сержант Збройних Сил України, учасник російсько-української війни, що загинув у ході російського вторгнення в Україну в 2022 році.

## Життєпис
Народився 17 вересня 1977 року в місті Білопіллі на Сумщині. 
Закінчив загальноосвітню школу № 2 в рідному місті. Потім продовжив навчання у Білопільському професійно-технічному училищі. Після навчання проходив військову службу в Збройних Силах України. Повернувшись з військової служби, працював водієм на різних підприємствах.
З початком війни на сході України в 2014 році був мобілізований і протягом року боронив цілісність кордонів держави. У 2015 році повернувся й далі працював за фахом. 
У лютому 2020 року уклав контракт зі ЗС України з проходженням служби на посаді водія та відбув до зони проведення АТО.
Сержант Сергій Куценко загинув 12 травня 2022 року на Ізюмському напрямку внаслідок ворожого обстрілу. Урочисте прощання з воїном відбулося 15 травня 2022 року на центральній площі міста Білопілля. Чин похорону загиблого звершив Благочинний Білопільського району Української Православної церкви Київського патріархату отець Петро Савонік. Труну з тілом під траурну мелодію у супроводі оркестру пронесли на плечах до центрального кладовища, де й поховали.

## Родина
Залишилася донька Яна.

## Нагороди
- орден «За мужність» III ступеня (2022, посмертно) — за особисту мужність і самовіддані дії, виявлені у захисті державного суверенітету та територіальної цілісності України, вірність військовій присязі [3].